# Boronia gunnii
Boronia gunnii är en vinruteväxtart som beskrevs av Joseph Dalton Hooker. Boronia gunnii ingår i släktet Boronia och familjen vinruteväxter. Inga underarter finns listade i Catalogue of Life.